# Léguer
Ne doit pas être confondu avec Légué.
Le Léguer (Leger en breton) est un petit fleuve côtier de l'Ouest de la France qui coule dans le Trégor en Bretagne et se jette dans la baie de Lannion. C'est un cours d'eau à saumons.

## Géographie
Le Léguer prend sa source dans les tourbières de Saint-Houarneau, près du hameau de Pen-Léguer, à la limite des communes de Bourbriac et Mael-Pestivien. Dans la partie amont de son cours, où il est dénommé souvent « Guer », il traverse le plateau granitique du Trégor, qui a entre 300 mètres et 200 mètres d'altitude. Aussi ses versants sont-ils abrupts et boisés, notamment dans la traversée de la forêt de Coat-an-Hay, où il sert de limite entre Belle-Isle-en-Terre et Louargat.

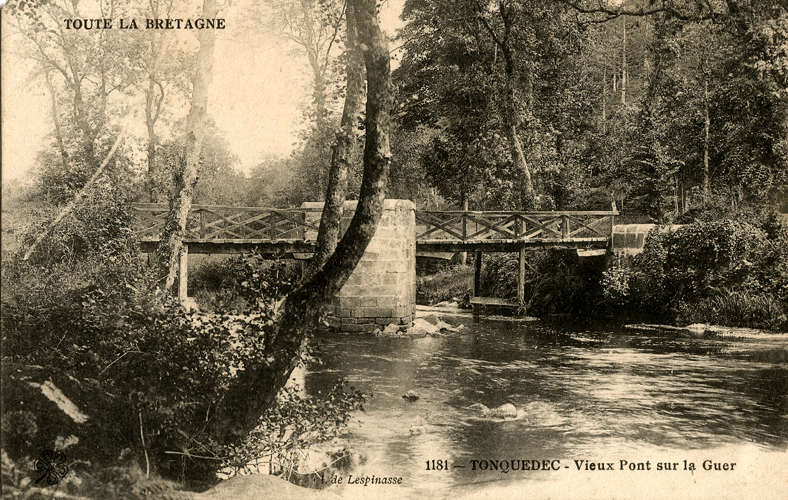
Vieux pont sur le Guer à Tonquédec.

Il est rejoint par le Guic à Belle-Isle-en-Terre (c'est à partir de la confluence qu'on le nomme « Léguer »), puis passe au pied du château de Tonquédec, traverse Lannion et se jette dans la Manche par un estuaire de 9 km séparant à l'embouchure Beg Léguer , dans l'ancienne commune de Servel, rattachée et devenue depuis 1961 quartier de Lannion, du hameau du Yaudet situé dans la commune de Ploulec'h. Il est à noter que non loin de l'embouchure du Léguer, le long du chemin de halage on peut admirer entre autres : l'église de Loguivy, la clôture du cimetière et les fontaines ; le manoir de Kervouric ; le manoir de Kervégan ; la chapelle Saint-Nicodème ; la fontaine Saint-Nicodème ; le manoir de Traou-Léguer.
Fréquentée depuis le Néolithique, l'embouchure de ce fleuve côtier, qui se jette dans la Baie de Lannion permet de s'aventurer sur la pointe du Yaudet et dans la baie de la Vierge.
La longueur de son cours d'eau est de 58,1 km.
Les dizaines de moulins encore debout, en bon état ou dégradés, situés le long de son cours et de celui du Guic, ont servi les siècles passés au teillage du lin ou à la fabrication de la farine ; mais un certain nombre de retenues d'eau et déversoir bloquent encore la continuité écologique ; toutefois la destruction du barrage de Kernansquillec, situé près des anciennes papeteries Vallée (en service entre 1855 et 1965, juste en aval de Belle-Isle-en-Terre), décidée par l'état, a amélioré la remontée des poissons migrateurs, notamment anguilles et saumons, une meilleure oxygénation des eaux et facilité la circulation des sédiments ; le Léguer est redevenu une « rivière sauvage », qui a obtenu d'ailleurs le label Site Rivières sauvages.
La vallée du Léguer est un site du réseau Natura 2000.
À Trégrom, un viaduc à deux arcades qui traverse la vallée supporte la route départementale 32 et la voie ferrée Paris-Brest.

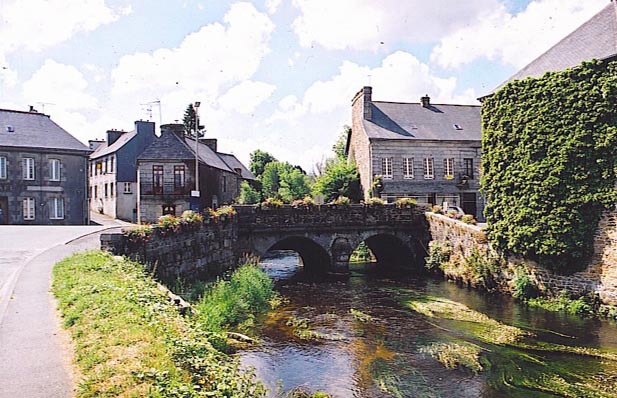
Le Léguer à Belle-Isle en-Terre.
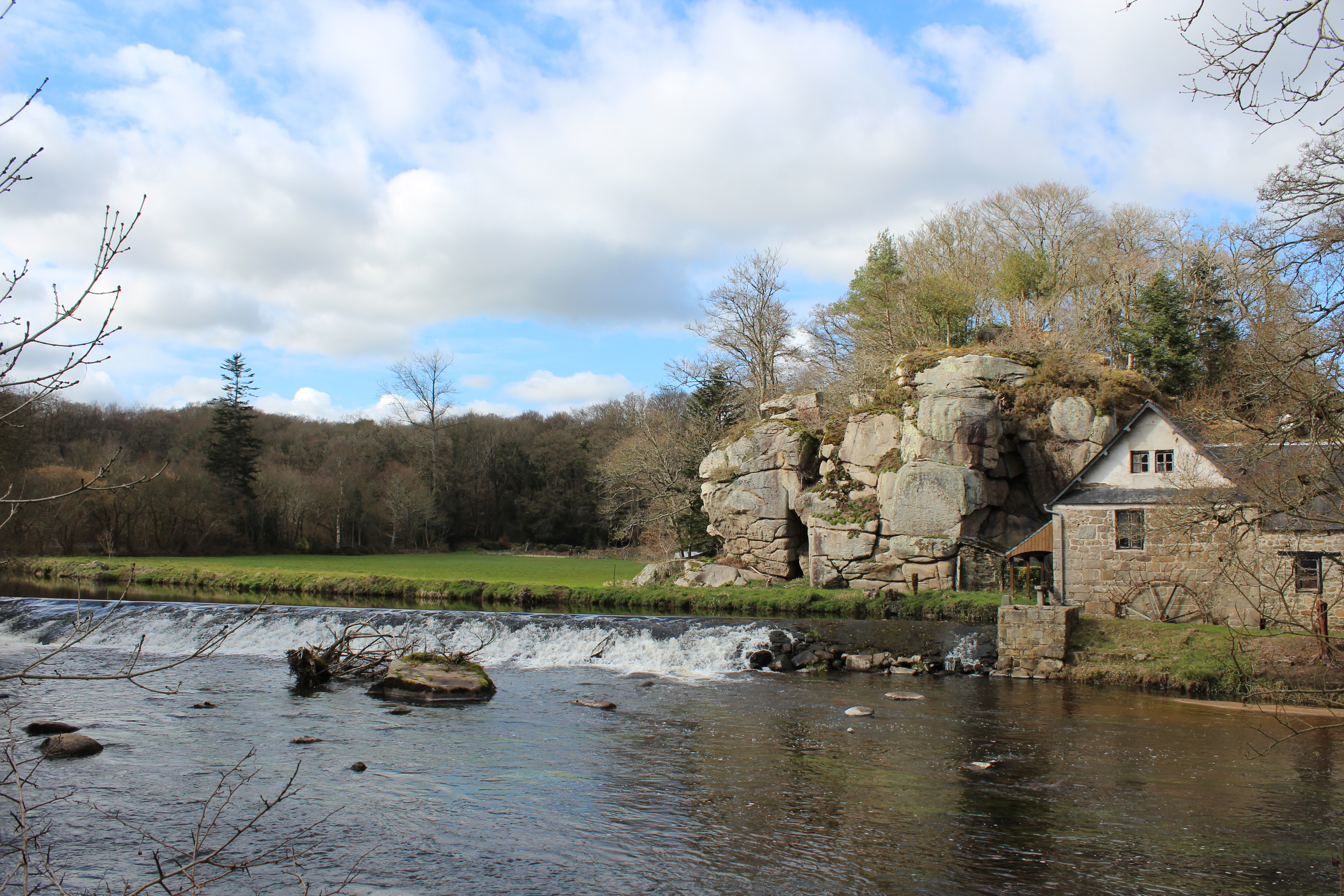
Le moulin du Losser à Ploubezre.
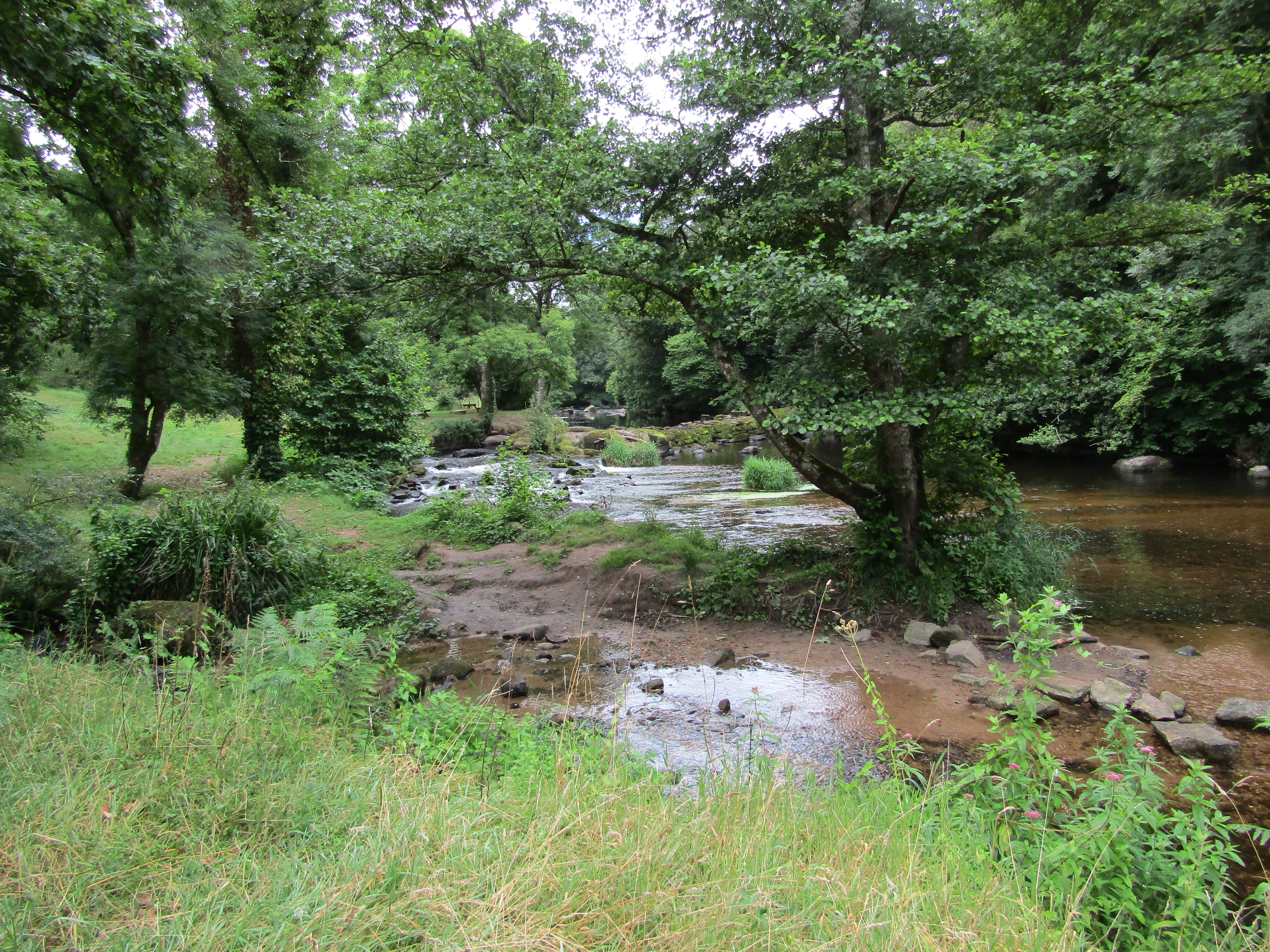
La plage de Trégrom.
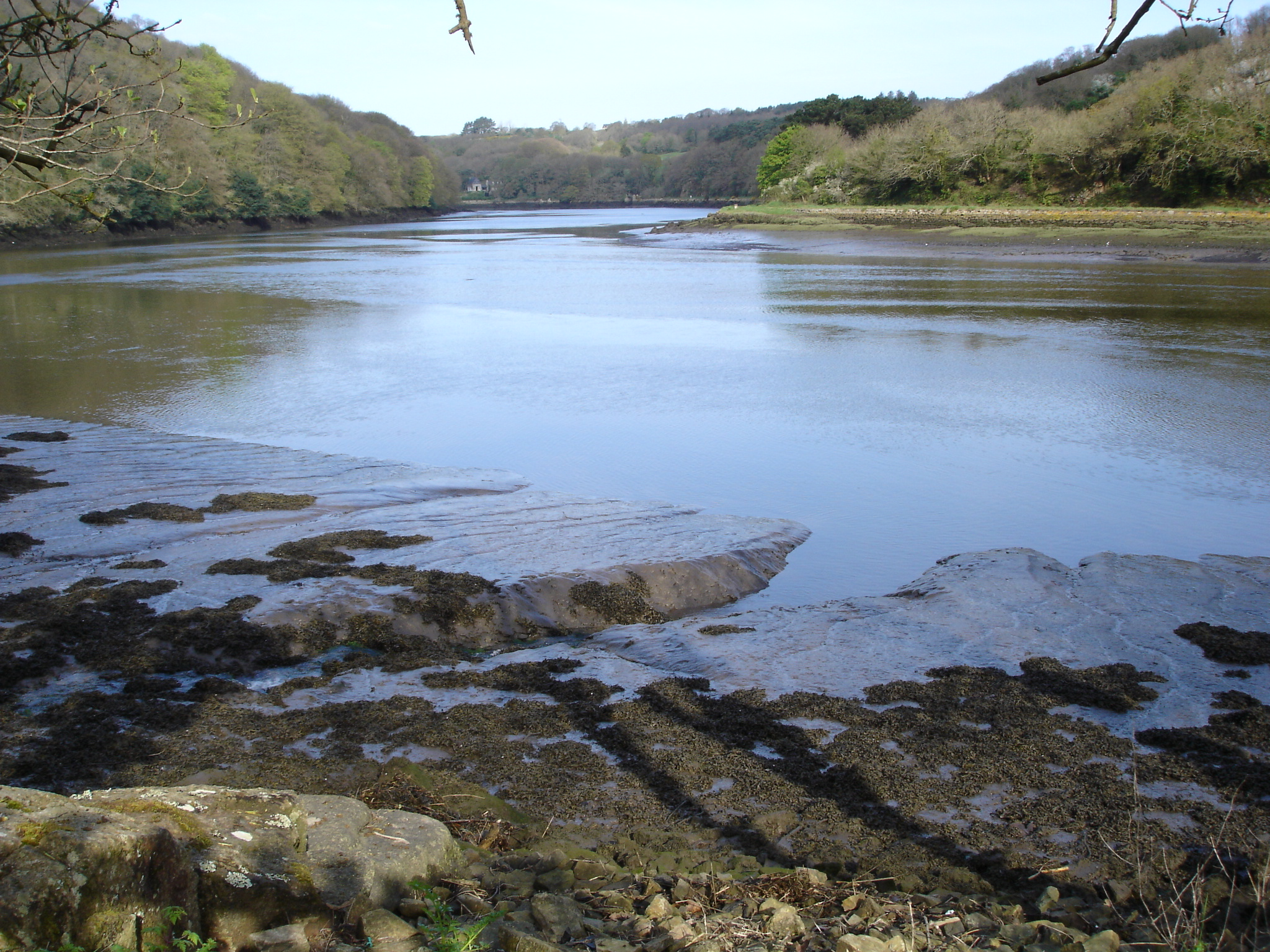
L'estuaire du Léguer.

## Affluents

### Le Guic

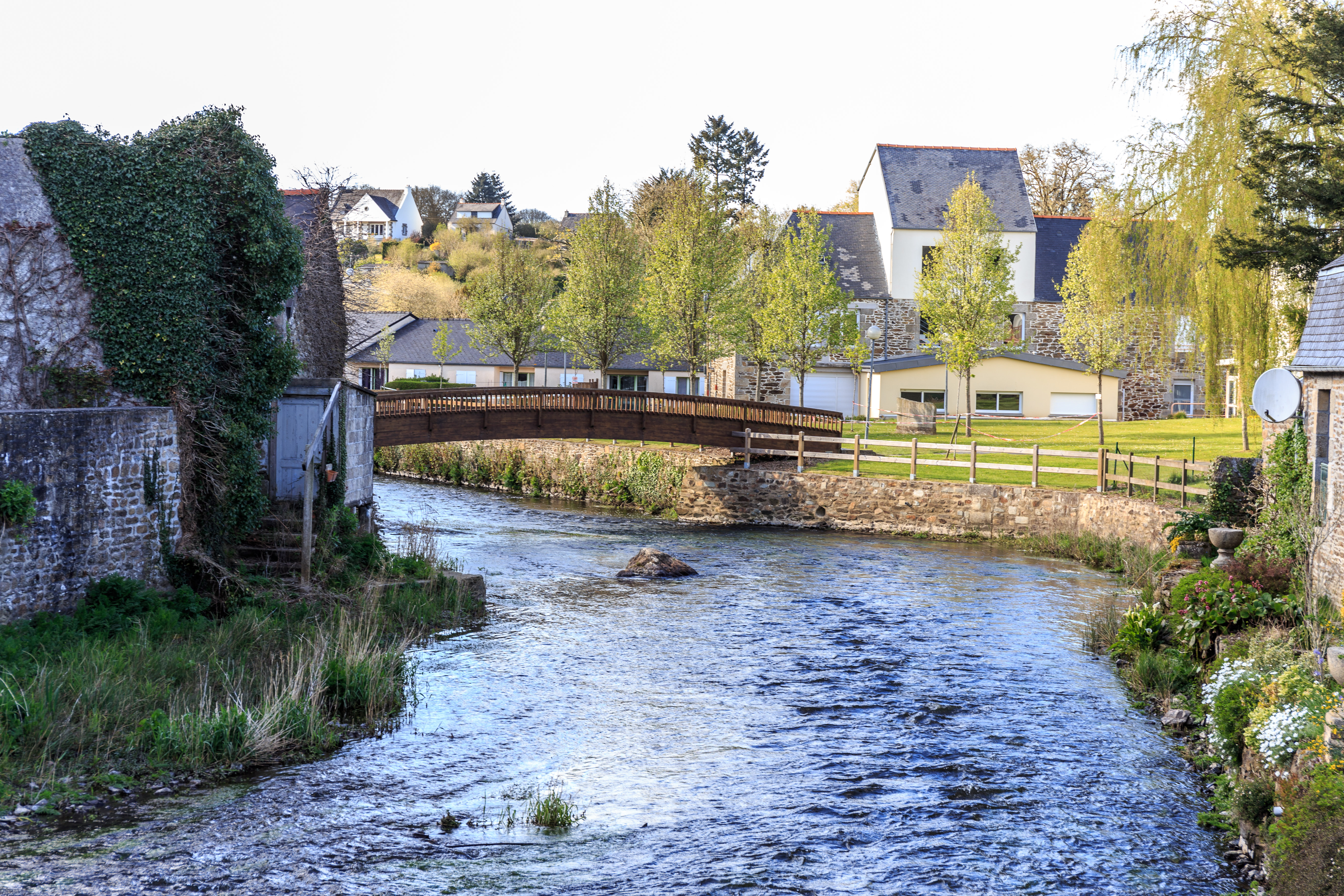
Chemin de randonnée le long du Guic à Belle-Isle-en-Terre.

Le Léguer reçoit de très nombreux ruisseaux dont quatre affluents principaux : le Guic (qui le rejoint à Belle-Isle-en-Terre), le Saint-Éthurien et le Min Ran (ou ruisseau de Kerlouzouen) sur sa rive gauche, et le Frout sur sa rive droite.

### Saint-Éthurien
Long de 13,5 kilomètres, le Saint-Éthurien prend sa source sur la commune de Plounévez-Moëdec dans le village de Oalas. Il passe sous la RN12 et rejoint le hameau Saint-Éthurien où il reçoit d'autres ruisseaux puis fait la séparation entre Plouaret et Vieux-Marché, dont il contourne le bourg par le nord avant de se jeter dans le Léguer au niveau de Prat Morvan, non loin du hameau des Sept-Saints. Le saumon fréquente sa partie basse. En 1977, le SIVOM du Saint-Ethurien, qui rassemble les deux communes qu'il sépare, est créé pour gérer l'entretien de la voirie, les équipements sportifs, l'assainissement collectif ainsi que le centre de secours.

### Min Ran
Le Min Ran, long de 14 kilomètres environ, traverse les communes de Ploumilliau, Ploulec'h et Ploubezre. Il doit son nom à une pierre qui servait à partager l'eau entre deux moulins.

### Autres affluents
- le ruisseau de Kérélo (rd[note 1]) rejoint le Léguer dans la commune de Trégrom, 300 mètres environ en aval du Saint-Ethurien.
- le ruisseau de la Commanderie (rd) le rejoint en la commune de Pont-Melvez, près de la Chapelle du Christ.
- le Dour Traoù Breudeur (rg), prend sa source à proximité de la gare de Plougonver et sépare cette commune de Bulat-Pestivien.

## Hydrologie
La surface du bassin versant du Léguer à la station hydrologique de Pluzunet est de 353 km2. Le
module y est de 6,33 m3/s et le débit spécifique de 17,9 l/s/km2. La lame d'eau écoulée dans son bassin versant annuellement est de 568 mm, valeur comparable à celle des autres bassins versants de la partie occidentale de la péninsule bretonne. Le débit instantané maximal a été mesuré le 13 décembre 2000 à 0 h 1. Il était de 92,50 m3/s.
Quant au débit journalier maximal il a été mesuré le 26 janvier 1995 et était de 78,10 m3/s. À l'étiage le débit peut descendre jusqu'à 0,61 m3/s en cas de période quinquennale sèche.

## Villes traversées

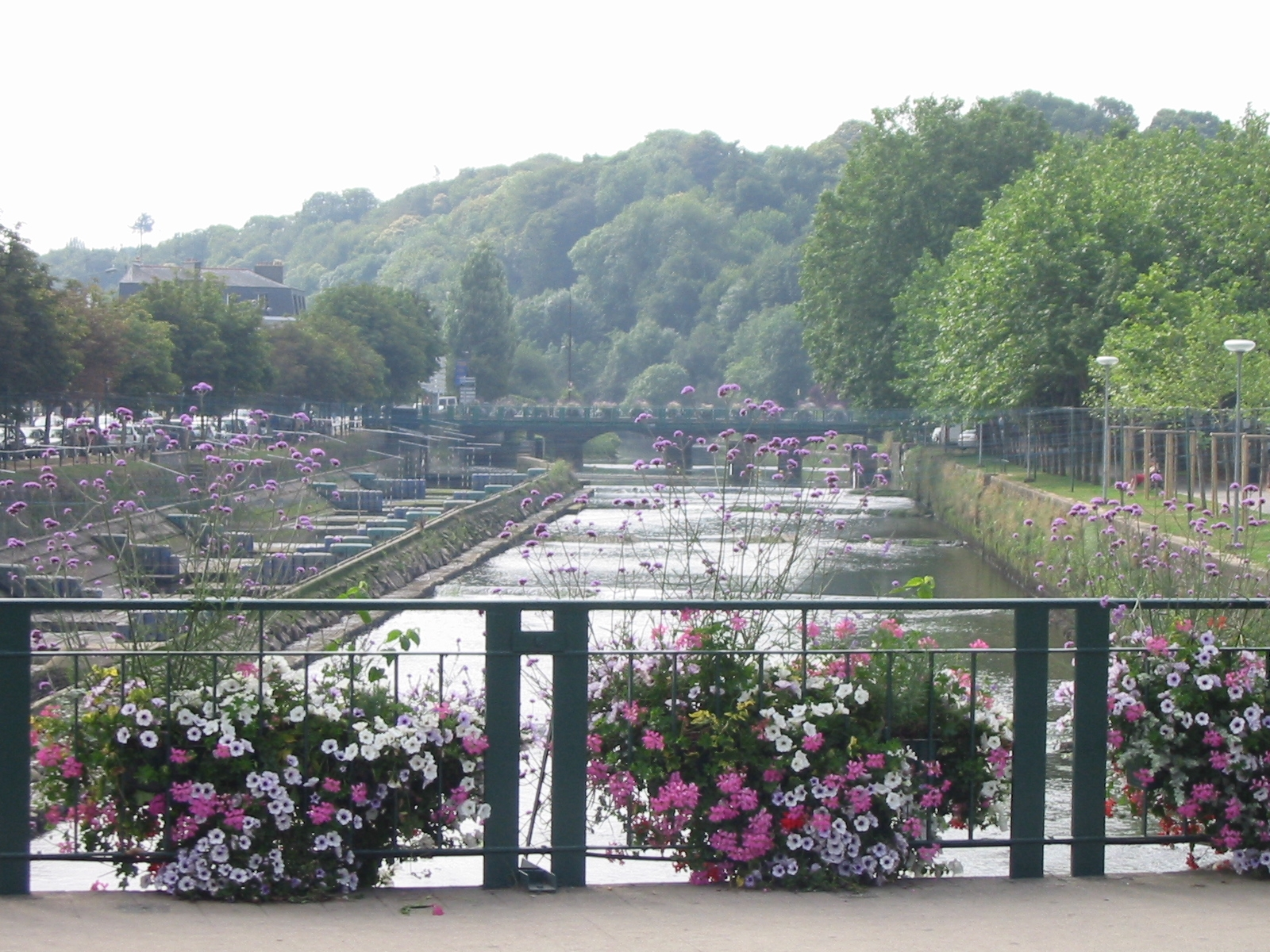
Le Léguer traverse Lannion.

Le Léguer ne traverse que les communes de Belle-Isle-en-Terre et Lannion ; quant aux autres communes, il les sépare :
- Maël-Pestivien/ Bourbriac
- Maël-Pestivien/ Pont-Melvez
- Bulat-Pestivien/ Pont-Melvez
- Plougonver/ Pont-Melvez
- Plougonver/ Gurunhuel
- Plougonver/ Louargat
- Belle-Isle-en-Terre/ Louargat
- Belle-Isle-en-Terre (Il traverse le bourg puis rejoint le « Guic ».)
- Plounévez-Moëdec/ Belle-Isle-en-Terre
- Plounévez-Moëdec/ Trégrom
- Vieux-Marché/ Trégrom
- Vieux-Marché/ Pluzunet
- Ploubezre/Tonquédec
- Ploubezre/ Lannion
- Lannion (À partir de là, il arrive à son embouchure.)
- Ploulec'h/ Lannion
- Ploumilliau/ Lannion

## Aménagements

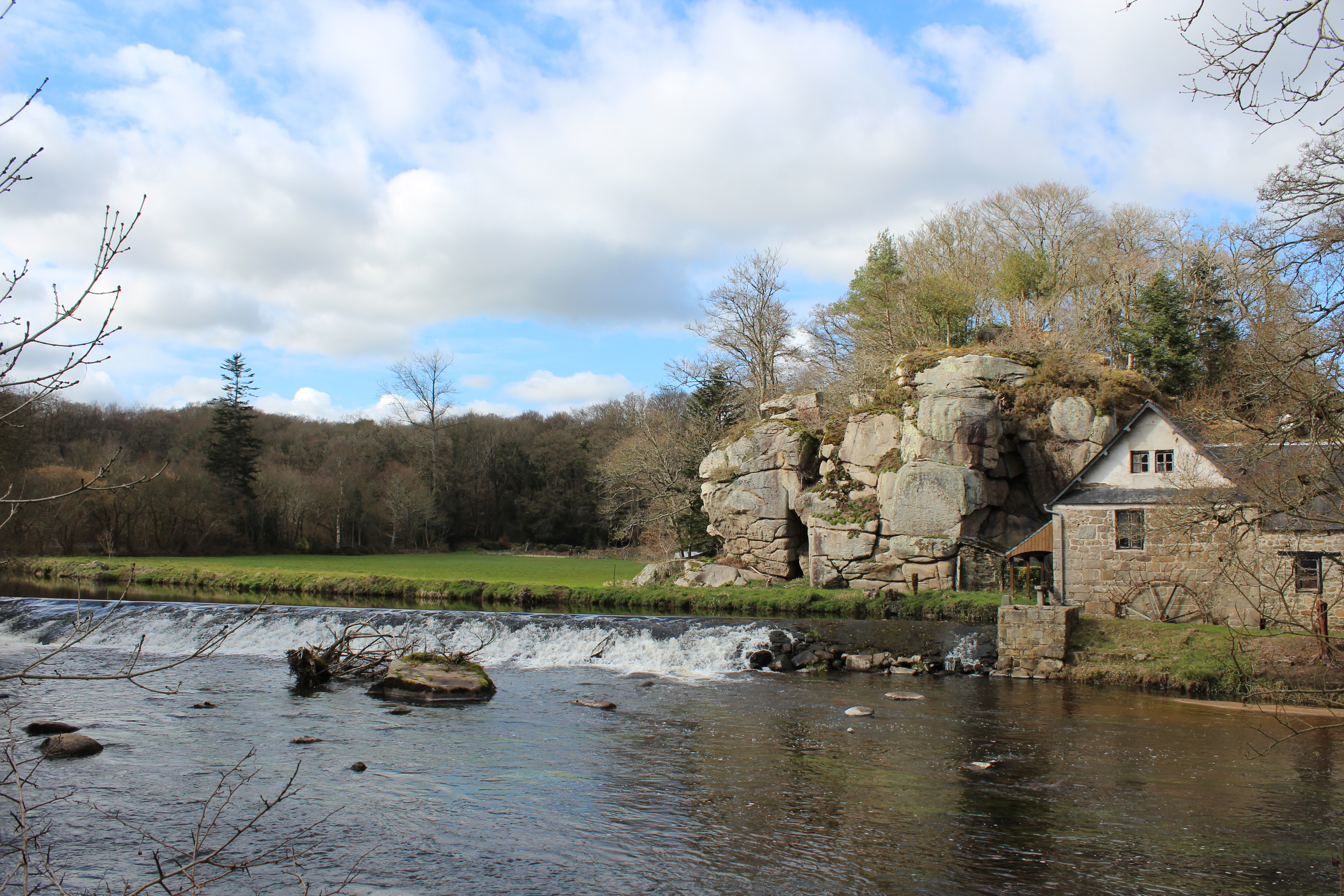
Le moulin du Losser, un des nombreux moulins qui jalonnent le lit du Léguer.

Un barrage hydroélectrique a été construit en 1920 sur le site de Kernansquillec, en Plounévez-Moëdec. L'objectif de cet édifice était de fournir les besoins en énergie d'une papeterie située en amont. La démolition du barrage en 1996 constitue le premier effacement de barrage sur une rivière à saumons en France. Il faut savoir qu'à l'époque, le projet de démolition a suscité de nombreux débats entre les défenseurs et les opposants au projet.
Aujourd'hui, le site de l'ancien barrage a été réhabilité pour que la population puisse s'y divertir. En effet, un sentier de randonnée permet de rejoindre le site de l'ancienne papeterie également réhabilitée, ainsi que la ville de Belle-Isle-en-Terre.
Au fil du Léguer, on découvre une multitude d'anciens moulins, dont certains sont toujours habités.
Un stade d'eau vive est aménagé à Lannion pour les amateurs de canoë-kayak. Il est entièrement submergé à marée haute, ce parcours configurable à différents niveaux de difficulté est utilisable à marée descendante. En plus du débit normal de la rivière, le débit est généré par l'eau accumulée à marée haute en amont d'un barrage submersible.
À l'embouchure du Léguer près de Lannion, des grands murs visibles à marée basse sont les ruines d'un immense barrage servant de piège à poissons ( gored en breton), mentionné dès le XVIIe siècle, mais sous lequel les archéologues ont découvert les restes d' un barrage en bois construit au VIIe siècle.